# Ловре, Горан
Го́ран Ло́вре (серб. Goran Lovre / Горан Ловре; 23 марта 1982, Загреб, СФРЮ) — сербский футболист, полузащитник.

## Карьера

### Клубная
Воспитанник школы ФК «Партизан», в 1998 году отправился на стажировку в «Андерлехт» из Бельгии, где и начал свою карьеру. В 2006 году перешёл в голландский «Гронинген», а с 2010 года числился в составе команды «Барнсли» из Чемпионата Футбольной лиги.

### В сборной
В составе олимпийской сборной в 2004 году поехал на Олимпиаду в Афины. В основную сборную так и не вызывался.

## Достижения
- Чемпион Сербии (2): 2011/12, 2012/13